# Edmond Van Moer
Pour les articles homonymes, voir Van Moer.
Edmond Van Moer est un archer belge.

## Carrière
Edmond Van Moer remporte trois médailles d'or aux Jeux olympiques d'été de 1920 à Anvers:
- Médaille d'or en tir à la perche petits oiseaux
- Médaille d'or en tir à la perche par équipes, petits oiseaux
- Médaille d'or en tir à la perche par équipes grands oiseaux